# Kharga
Kharga, eller al-Kharija (arabiska: الخَارجَة), är den sydligaste av Egyptens sex stora bebodda oaser i den Västra öknen. Orten är huvudort i det regionala guvernementet Nya dalen (Al-Wadi al-Jadid) och belägen cirka 20 mil väster om Nildalen i en "sänka som är omkring 16 mil lång och från 2 till 8 mil bred". Det är den mest moderniserade oasen i Egypten och huvudorten har en stads alla vanliga inrättningar och resurser. Närapå ingen gammal arkitektur finns kvar. Linjebussar ansluter Kharga till de andra västra oaserna och resten av Egypten. Det finns sedan år 1996 en järnväg till Qena i Nildalen och hamnstaden Safaga vid Röda havet.

## Karavanvägen Darb el-Arbain

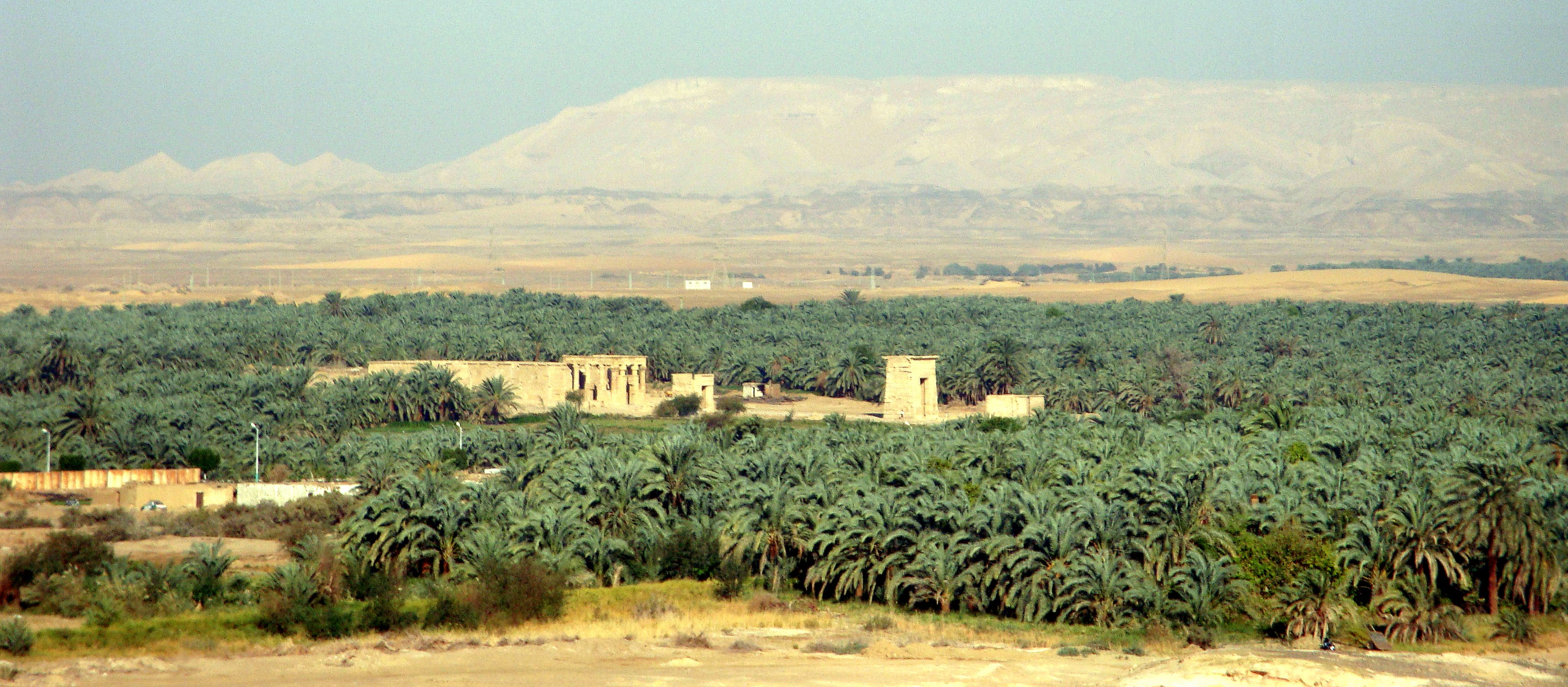
Kharga är en av Egyptens största oaser.

Handelsvägen Darb el-Arbain passerade Kharga och Asyut och användes redan i det Gamla riket (2780 f.Kr.-2260 f.Kr.) för att transportera handelsvaror som guld, elfenben, kryddor, vete, djur och växter. Darb el-Arbains längsta sträcka var norrut från Kobbei i Sudan genom öknen via Bir Natrum och Wadi Howar till Egypten.
Alla oaser har alltid varit korsvägar för karavaner. I Kharga är det särskilt påtagligt med en kedja av fästningar som romarna byggde för att skydda handelsvägen. Fortens storlek och uppgift varierade; vissa var små utposter och andra bevakade stora bosättningar med egna odlingar. Alla byggdes med lertegel men några har också små tempel av sten, med ristningar på väggarna.
Herodotos (484 f.Kr. – 425 f.Kr.) beskrev Darb el-Arbain som en väg "tillryggalagd... på fyrtio dagar" och på hans tid var vägen viktig för handel mellan Nubien och Egypten. Den kallas av denna anledning ibland för Fyrtiodagarsvägen.

## Arkeologiska platser
Hibis tempel grundades av Psamtik II och byggdes mestadels av Perserna Darius den store och Darius II när de härskade över Egypten cirka 500 f.Kr. Det är beläget i en palmdunge två kilometer norr om dagens Kharga. En forntida kristen begravningsplats, Al-Bagawat användes från 200-talet till 700-talet och är en av de tidigaste och bäst bevarade kristna begravningsplatserna i den antika världen.

## Bilder

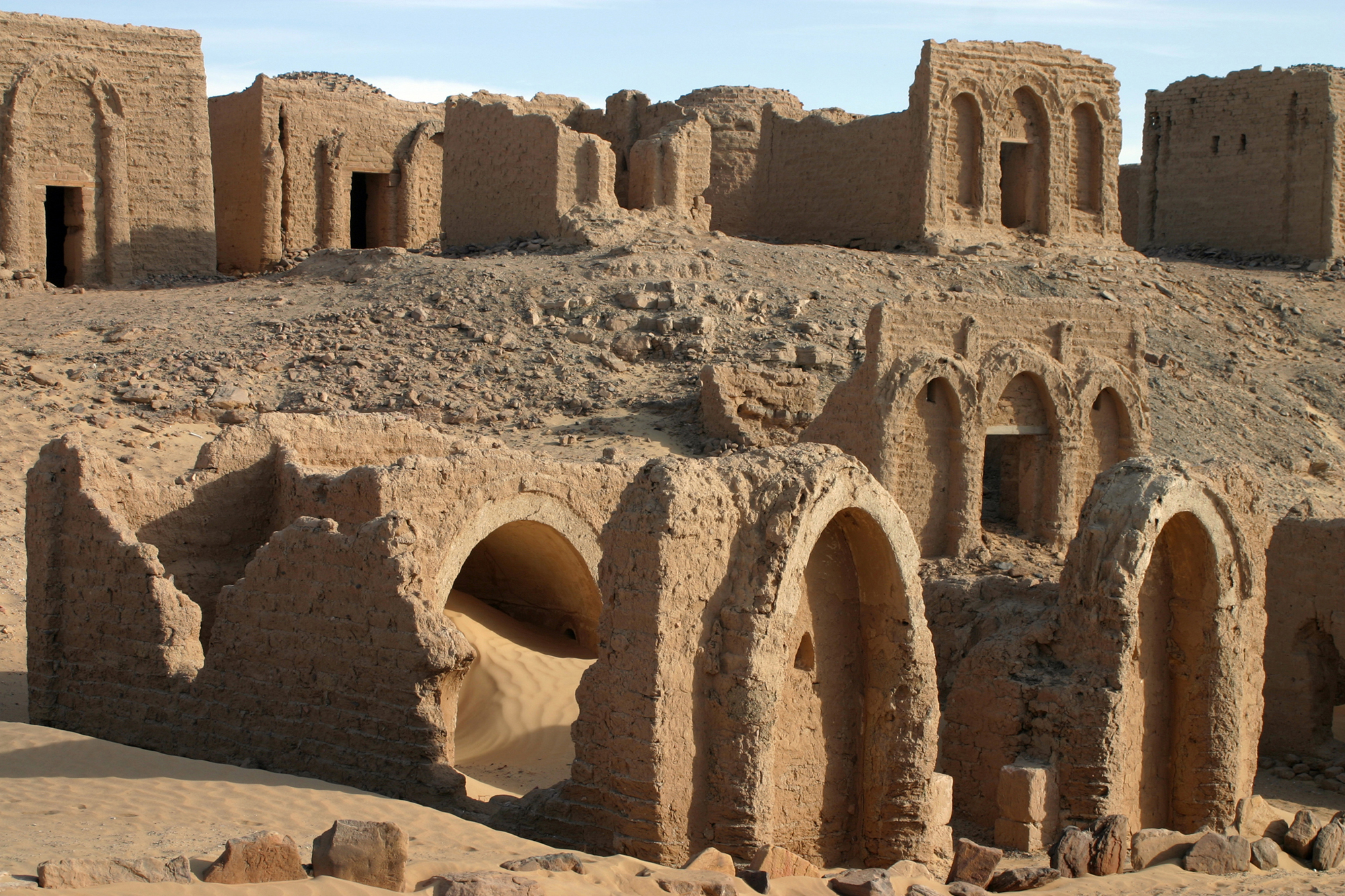
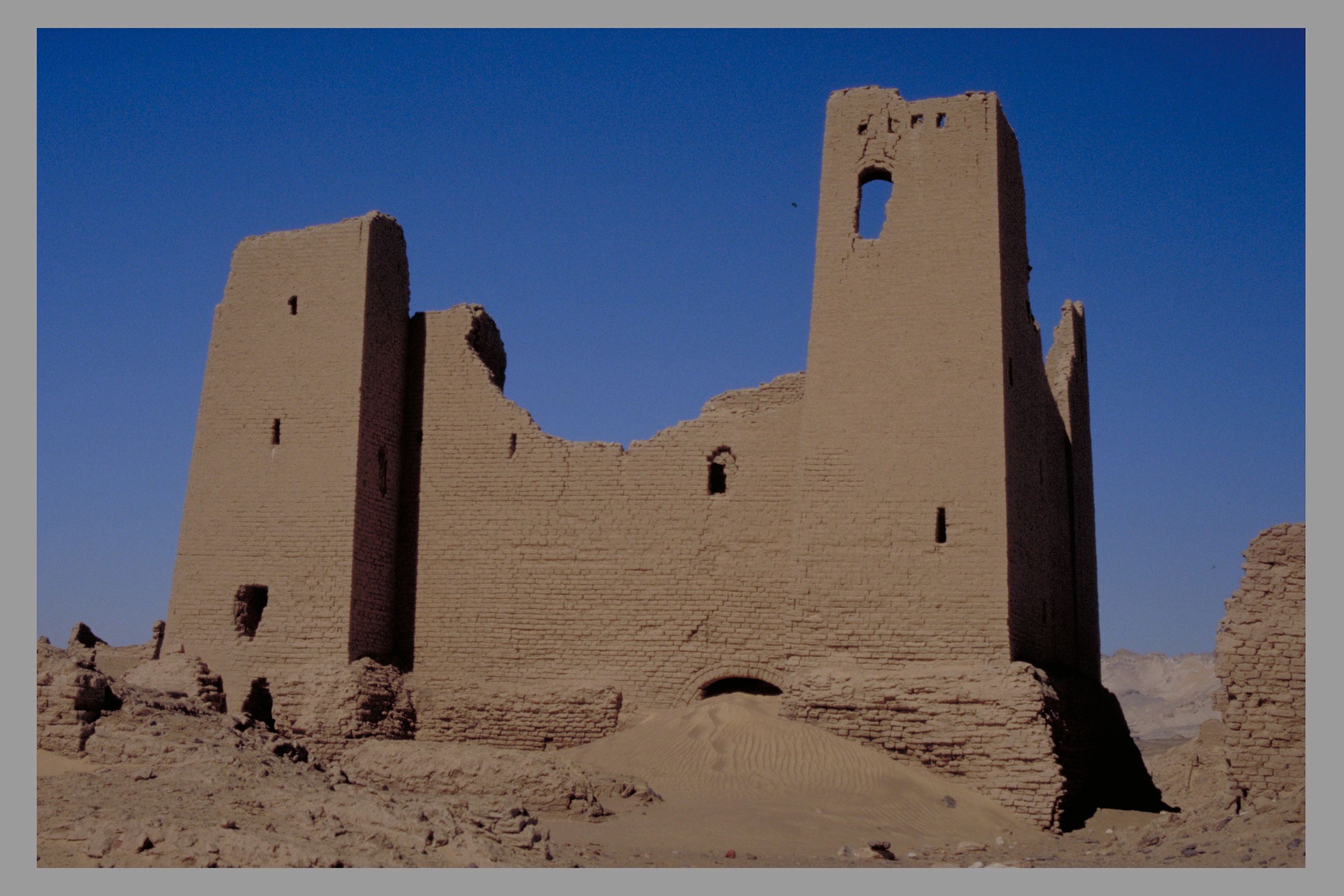
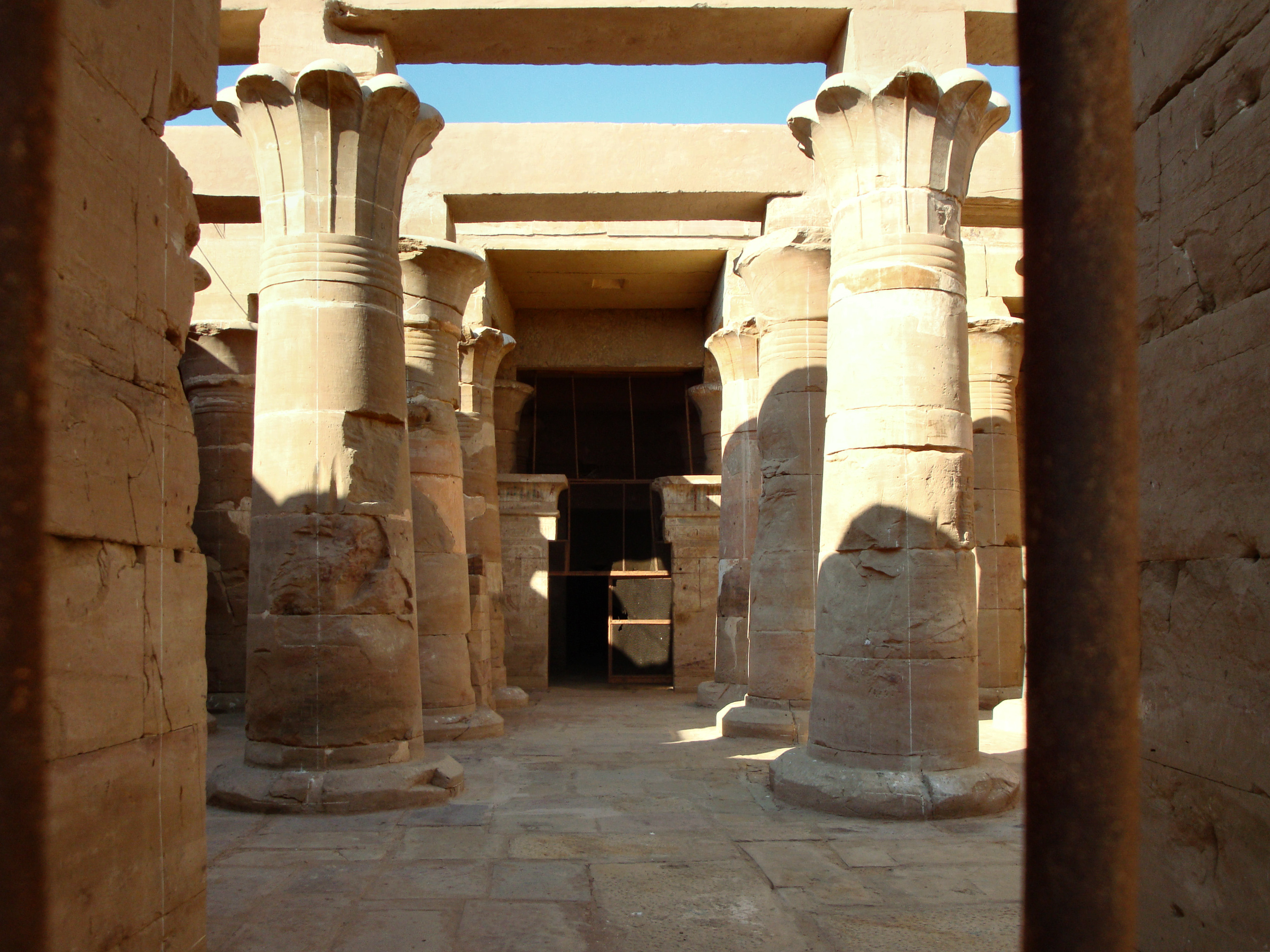
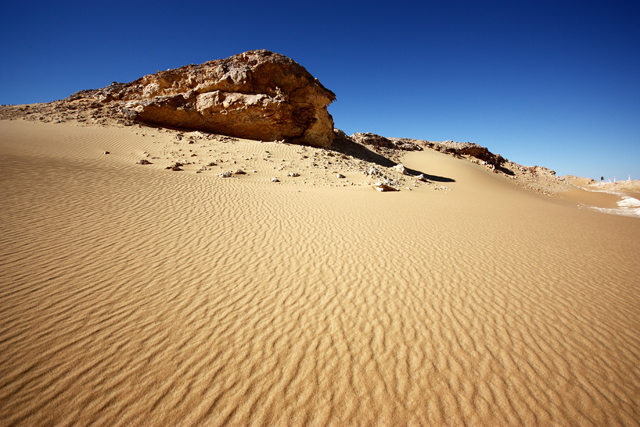

## Klimat
|                   | Jan  | Feb  | Mar  | Apr  | Maj  | Jun  | Jul  | Aug  | Sep  | Okt  | Nov  | Dec  |
| ----------------- | ---- | ---- | ---- | ---- | ---- | ---- | ---- | ---- | ---- | ---- | ---- | ---- |
| Medeltemperatur   | 13,7 | 16,0 | 20,0 | 25,3 | 29,5 | 31,9 | 32,0 | 31,5 | 29,6 | 26,2 | 20,4 | 15,4 |
| Högsta medeltemp. | 18   | 21   | 25   | 32   | 35   | 37   | 37   | 37   | 35   | 31   | 26   | 21   |
| Lägsta medeltemp. | 9    | 10   | 15   | 20   | 25   | 27   | 27   | 26   | 25   | 21   | 15   | 11   |
|                   |      |      |      |      |      |      |      |      |      |      |      |      |
| Nederbörd         | 0,0  | 0,1  | 0,0  | 0,0  | 0,1  | 0,0  | 0,0  | 0,0  | 0,0  | 0,0  | 0,0  | 0,2  |

| temperaturer i °C • månadsnederbörd i mm • Källa: World Climate Weatherbase |

## Fotnoter
1. ↑   Egyptens Västra öknen och den Libyska öknen separeras av den Libyska bergskedjan (namn?) och är geografiskt åtskilda med olika namn. (Se Cassandra Vivian.) Den Libyska öknen utgör den nordöstra delen av Sahara, som också är det (egyptiskt-) arabiska namnet på "sand" som i vardagligt tal används synonymt med "öken".